# Birmingham and Derby Junction Railway
La Birmingham and Derby Junction Railway était une compagnie de chemins de fer britannique. Depuis le terminus de Birmingham elle s'embranchait à Derby (qui deviendra la Tri Junct Station) sur les lignes de North Midland Railway et de Midland Counties Railway.  Elle n'est plus aujourd'hui qu'un tronçon de la principale ligne reliant  la West Country à l’Angleterre du Nord-Est.

## Histoire

### Origines
Quoique Birmingham fût desservie par un réseau fluvial déjà considérable, l'arrivée du chemin de fer fut l'un des facteurs décisifs de sa croissance en tant que haut-lieu de l'ingénierie, car l'altitude de Birmingham posait des problèmes techniques particuliers.
Dès 1824, des hommes d'affaires de Birmingham s'intéressaient aux possibilités du chemin de fer. Les lignes de Londres à Birmingham et de Grand Junction venaient d'être autorisées par le Parlement en 1833, et le projet d'une ligne reliant Gloucester à Bristol était dans l'air. Le North Midland était entré en service en 1833 et l'on proposa de se connecter au niveau de son terminus à Derby.
George Stephenson fit le relevé topographique du tracé en 1835. Le texte de loi envisageait une ligne passant par Whitacre pour se connecter à la London and Birmingham Railway au niveau de Stechford et rallier ainsi la gare de Curzon Street. De Whitacre elle permettait d'aller jusqu'à Hampton-in-Arden, sur la L&B, et de là à Londres.
Les promoteurs se trouvèrent en conflit avec ceux de la Midland Counties Railway avant même que les textes de loi ne soit présentés au Parlement, car les lignes seraient concurrentes. Finalement, la ligne de Birmingham à Derby accepta de renoncer à une branche vers Hampton si la Midland Counties renonçait à leur ligne le long de la vallée de l'Erewash.
Avec le soutien actif du Premier ministre Robert Peel, député de Tamworth, la ligne de Birmingham and Derby Junction fut approuvée par le Parlement le 19 mai 1836. Les promoteurs avaient renoncé à l'embranchement de Hampton, mais lorsque les représentants des Comtés des Midlands mirent le projet au vote, il comportait encore la ligne Erewash (ultérieurement supprimé à la suite des plaintes de la North Midland Railway). Les investisseurs de la Birmingham and Derby Junction durent donc présenter cet embranchement comme un projet distinct, la Stonebridge Railway, en 1840.

### Construction
Robert Stephenson devint l'ingénieur de la compagnie, avec John Birkinshaw comme assistant. L'itinéraire, long de 68 km, supposait pour limiter les rampes à 1/340e, la construction de quelque 78 ponts et deux viaducs, avec une brèche à franchir dans les faubourgs de Derby, compte tenu des risques d'inondation de la Trent.
Les rails étaient à « double champignon symétrique », pesant 25 kg/yard, et fixés dans des sabots assujettis aux traverses. Malgré la standardisation de gabarit imposée par les lignes préexistantes auxquelles il était prévu de se raccorder, l'écartement des rails fut de 1,45 m pour permettre l'emploi de nouveaux matériels.

### Un marché concurrentiel
La Birmingham and Derby Junction Railway (B&DJR) fut inaugurée le 12 août 1839 en même temps que la ligne de Hampton, d'où les trains faisaient demi-tour pour Birmingham. Outre Hampton et Derby, elle comportait six gares : Coleshill (qui sera rebaptisée Maxstoke), Kingsbury, Tamworth, Barton and Walton, Burton et Willington.
D'emblée, le terminus de Curzon Street, également exploité par la ligne de Londres et Birmingham, devint un goulot d'étranglement. En 1842, on dédoubla la ligne en créant un autre terminus à Lawley Street. De Whitacre, ce tronçon desservait les gares de Castle Bromwich, Water Orton et Forge Mills (qui sera rebaptisée Coleshill). Le projet de tronçon de Whitacre à Stechford fut abandonné, et celui de Hampton ne comporta plus qu'une seule voie.
La compétition effrénée de cette ligne avec celle des Midland Counties pour le trafic de marchandises en vrac, et notamment la houille, vers Londres, ruina pratiquement les deux concurrents.
La B&DJR garantissait un temps de transport de Derby à Londres d'environ sept heures, mais lorsque la MCR entra en exploitation, elle mettait une heure de moins sur le même parcours. Alors la B&DJR baissa ses tarifs, déchaînant une guerre des prix. De son côté, la MCR passa un accord avec la North Midland pour obtenir l'exclusivité de ses passagers. Par mesure de rétorsion, le directoire de la Birmingham organisa une motion contre un projet de loi présenté au Parlement à l'initiative de sa rivale. Les deux compagnies furent bientôt financièrement exsangues et ne servaient plus à leurs actionnaires que de minuscules dividendes.
Dans le même temps, la Cie North Midland, très endettée par le remboursement des intérêts de l'investissement sur l'infrastructure, connaissait elle aussi de graves problèmes financiers. À la longue, le financier George Hudson en prit le contrôle et se rangea à l'avis de Robert Stephenson, qui estimait que la seule solution pour les trois compagnies ferroviaires était de fusionner.
Hudson, anticipant le refus des directeurs de la Cie Midland Counties, fit une offre de fusion à la B&BJR : la nouvelle ligne allait bien évidemment priver la Midland Counties des voyageurs en partance pour Derby et le Nord ; lorsque le bruit de la transaction se mit à courir, les actions de la Birmingham & Derby Junction connurent un nouveau boom. Hudson fixa un ultimatum au directoire de la Midland Counties, puis convainquit une majorité de ses actionnaires de céder leurs parts, mettant en branle la fusion.

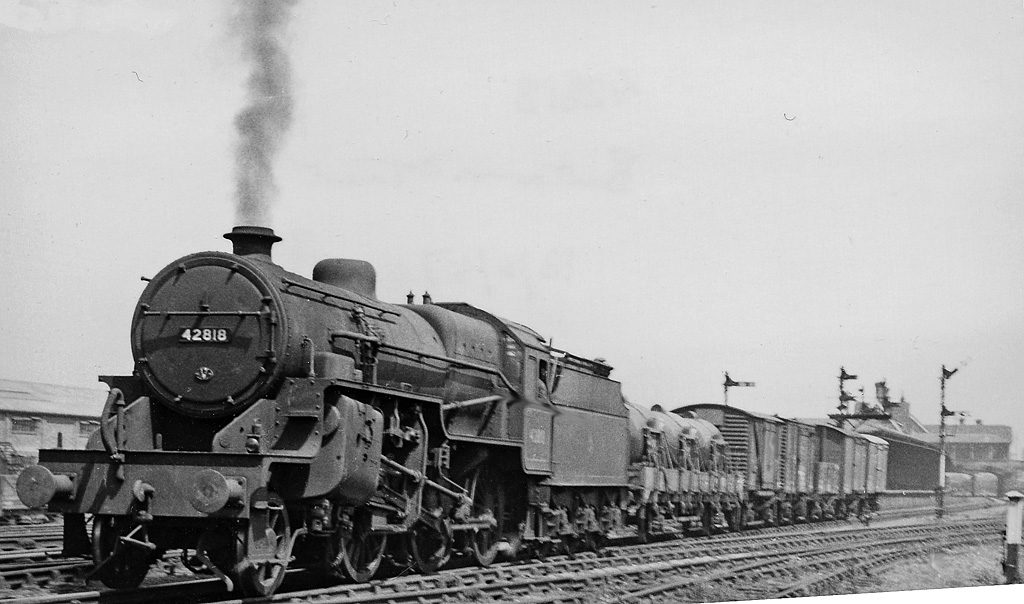
Un train de marchandises à Burton-on-Trent en 1957

### Midland Railway
Ainsi en 1844, la Cie Birmingham and Derby Junction, la Midland Counties et la North Midland avaient fusionné pour donner naissance) la nouvelle Midland Railway.
Avec la fusion des trois compagnies ferroviaires, le tronçon de Hampton-in-Arden devint inutile ; le trafic pour Londres fut ré-aiguillé sur les lignes de la Midland Counties, via Rugby. Sous le nom de « Stonebridge Railway », il ne fut plus qu'un embranchement secondaire, desservi par un train de passagers par jour jusqu'en 1917, data où on la ferma dans le cadre des économies de guerre. Elle resta en exploitation pour le trafic marchandises jusqu'en 1935 ; cette année-là, l'un des ponts en charpente dut être condamné, et la ligne fut l'un des premières d'Angleterre à être abandonnée. On peut encore voir le hall de la vieille gare de Derby Junction.
Le tronçon desservant Lawley Street garda toute son importance pour les passagers en partance pour le Sud-Ouest : ils pouvaient ainsi rattraper la ligne de Birmingham and Gloucester Railway à la gare de Camp Hill (en) et, à partir de 1841, de la rue de Curzon Street, à Birmingham même.

### Aujourd'hui
La ligne n'est plus aujourd'hui qu'un tronçon de la ligne reliant le Nord-Ouest et Newcastle, via Derby et Birmingham New Street, au Sud-Ouest de l'Angleterre, à Bristol. Arriva Cross Country est le principal opérateur sur cette ligne.